# Moby Dick (film, 1956)
A Moby Dick 1956-ban bemutatott amerikai-brit filmdráma John Huston rendezésében. A forgatókönyvet Herman Melville azonos című regénye alapján Huston és Ray Bradbury írta. A főbb szerepekben Gregory Peck, Richard Basehart, Leo Genn. Zenéjét szerezte Philip Sainton.

## Cselekmény
A film a 19. századi Új-Angliában kezdődik, onnan kiindulva követve nyomon a Pequod bálnavadász hajó és legénysége történetét. Ahab Kapitány, akit majdnem megölt a „nagy fehér bálna”, Moby Dick, bosszút akar. Csapat is csatlakozott hozzá, s kihajóznak, hogy elpusztítsák a hatalmas tengeri emlőst. A megszállottság, a bosszú olyan nagy, hogy nem fordulhatnak vissza, ami Ahab és legénysége vesztét okozza.

## Szereplők
| Színész                 | Szerep            | Magyar hang        | Magyar hang     |
| Színész                 | Szerep            | 1. szinkron (1971) | 2. szinkron     |
| ----------------------- | ----------------- | ------------------ | --------------- |
| Gregory Peck            | Ahab kapitány     | Sinkovits Imre     | Háda János      |
| Richard Basehart        | Ishmael           | Sinkó László       | Vári Attila     |
| Leo Genn                | Starbuck          | Verebes Károly     |                 |
| James Robertson Justice | Boomer kapitány   | Mádi Szabó Gábor   | Breyer László   |
| Harry Andrews           | Stubb             |                    | Breyer Zoltán   |
| Bernard Miles           | Man-szigeti férfi | Molnár Tibor       |                 |
| Noel Purcell            | hajóács           | Bodor Tibor        |                 |
| Edric Connor            | Daggoo            |                    |                 |
| Mervyn Jones            | Peleg             |                    | Pálfai Péter    |
| Joseph Tomelty          | Peter Coffin      | Horváth Pál        |                 |
| Francis de Wolff        | Gardiner kapitány |                    |                 |
| Philip Stainton         | Bildad            | Fillár István      |                 |
| Royal Dano              | Elijah            |                    | Tarján Péter    |
| Seamus Kelly            | Flask             | Gyenge Árpád       |                 |
| Friedrich von Ledebur   | Queequeg          |                    | Szotyori József |
| Orson Welles            | Mapple atya       | Képessy József     | Breyer László   |
| Tamba Allenby           | Pip               |                    |                 |
| Tom Clegg               | Tashtego          | Ambrus András      |                 |
| Ted Howard              | Perth             |                    |                 |
| Iris Tree               | bibliaárus nő     |                    |                 |

## Fogadtatás
A filmnek 84%-os minősítése van a Rotten Tomatoes weboldalon.

## Fordítás
Ez a szócikk részben vagy egészben  a   Moby Dick (1956 film) című angol Wikipédia-szócikk ezen változatának fordításán alapul.  Az eredeti cikk szerkesztőit annak laptörténete sorolja fel. Ez a jelzés csupán a megfogalmazás eredetét és a szerzői jogokat jelzi, nem szolgál a cikkben szereplő információk forrásmegjelöléseként.